# موتف (برمجية)
في مجال الحوسبة، موتف (بالإنجليزية: Motif)‏ هي واجهة مستخدم رسومية (بالإضافة إلى مجموعة مِن أدوات تحكم الواجهة الرسومية)؛ تُستخدم لإنشاء نوافذ واجهة مستخدم رسومية ومربعات الحوار وعناصر واجهة المستخدم الرسومية الأُخرى، وهي مُوجَّهة في الأصل لنُظُم تشغيل يونكس وأشباه يونكس التي تعمل بنظام النافذة إكس، وقد طُوِّرت لأول مرَّةٍ في عقد 1980.

## تاريخ
تمَّ إنشاء موتف بواسطة مؤسسة البرمجيات المفتوحة (OSF) ليكوِّن واجهة مستخدم رسومية قياسية لمنصات يونكس.

## الرُخصة
بعد سنوات عديدة مِن ترخيص البرنامج كبرنامج احتكاري، تمَّ إصدار موتف في عام 2012، كبرنامج حُر بموجب رخصة جنو العمومية الصغرى (LGPL-2.1 أو أحدث).